# Villa Römer

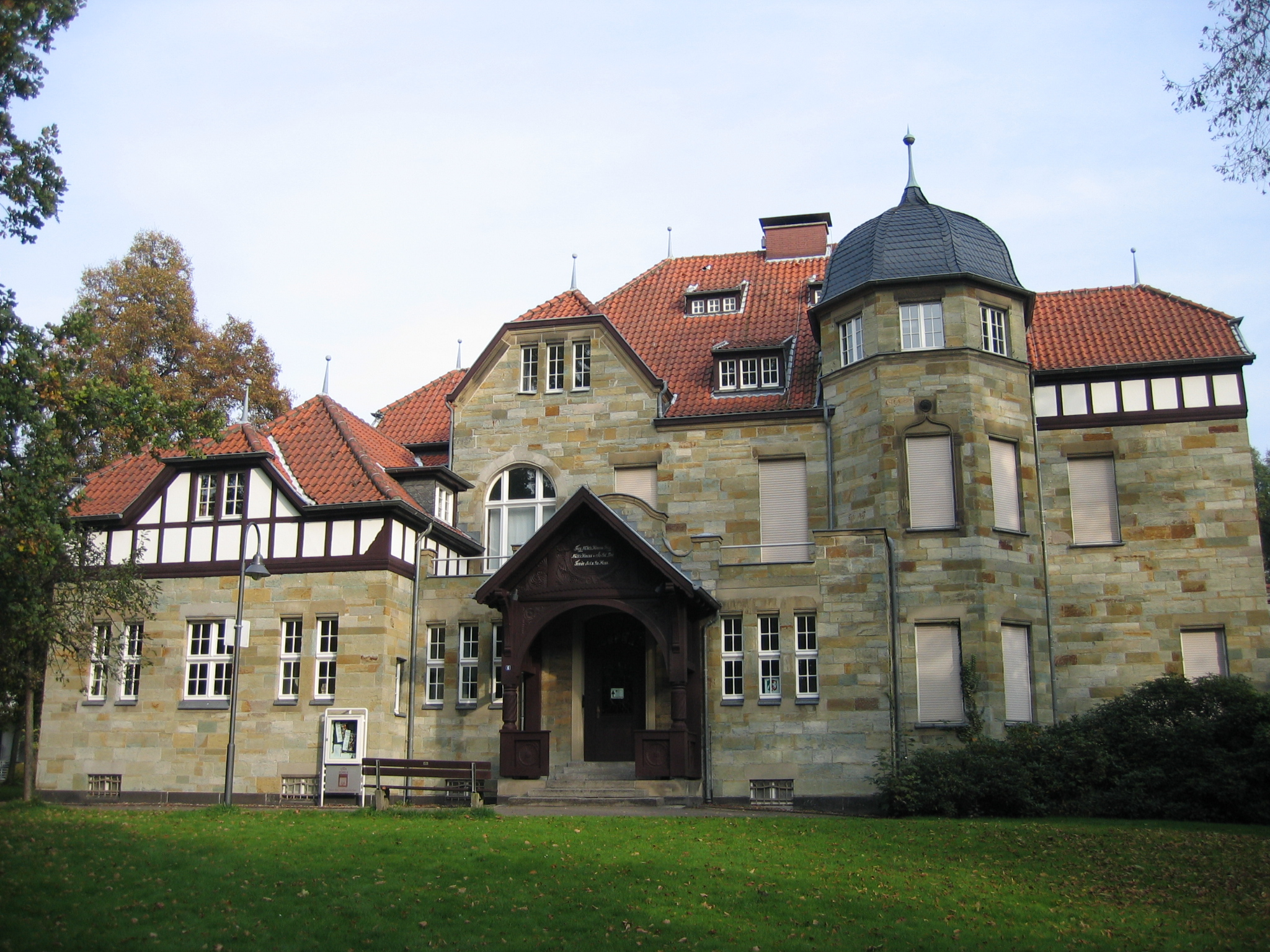
Villa Römer

Die Villa Römer (auch Haus Frankenberg) ist eine historische Villa in Leverkusen-Opladen.

## Geschichte
Das Gebäude wurde 1905 im Auftrag des Fabrikanten Max Römer erbaut, der 1865 im Alter von zehn Jahren nach Opladen gekommen war. Sein Vater hatte dort eine Türkischrotfärberei gegründet, die Römer 1890 übernahm. Die Pläne für den Bau lieferte der Architekt Paul Linder aus Ohligs. Die Villa wurde vom Abschluss des Baus an bis 1923 als Wohnsitz des Erbauers Max Römer und seiner Frau genutzt. Schon während dieser Zeit gab es Pläne der damals noch selbständigen Stadt Opladen, dort ein Krankenhaus für Frauen und Kinder einzurichten. Die Verhandlungen scheiterten, da Max Römer einen für die Stadt zu hohen Kaufpreis verlangte.
1923 erwarb der Solinger Unternehmer Richard Linder das Gebäude inklusive Grundstück, da Römer mit seiner Frau nach Stuttgart zog, wo er 1925 starb. Schon 1930 verkaufte er es wieder an den Barmer Bankverein in Solingen. Dieser verkaufte das Gebäude 1933 an die Stadt Opladen und die Villa Römer wurde als Rathaus genutzt. Die Parks des Gebäudes wurden öffentlich zugänglich gemacht, jedoch wurden sie 1939 wieder geschlossen, als das Rathaus in das Gebäude des ehemaligen Aloysianums umzog und der Rhein-Wupper-Kreis die Villa mit den gesamten Parkanlagen kaufte und dort einen Verwaltungssitz einrichtete.
Das Haus blieb im Zweiten Weltkrieg unversehrt und war von 1945 bis 1946 Sitz der britischen Militärregierung.
Im Jahr 1975 kam das Gebäude durch kommunale Neuordnung in den Besitz der Stadt Leverkusen.

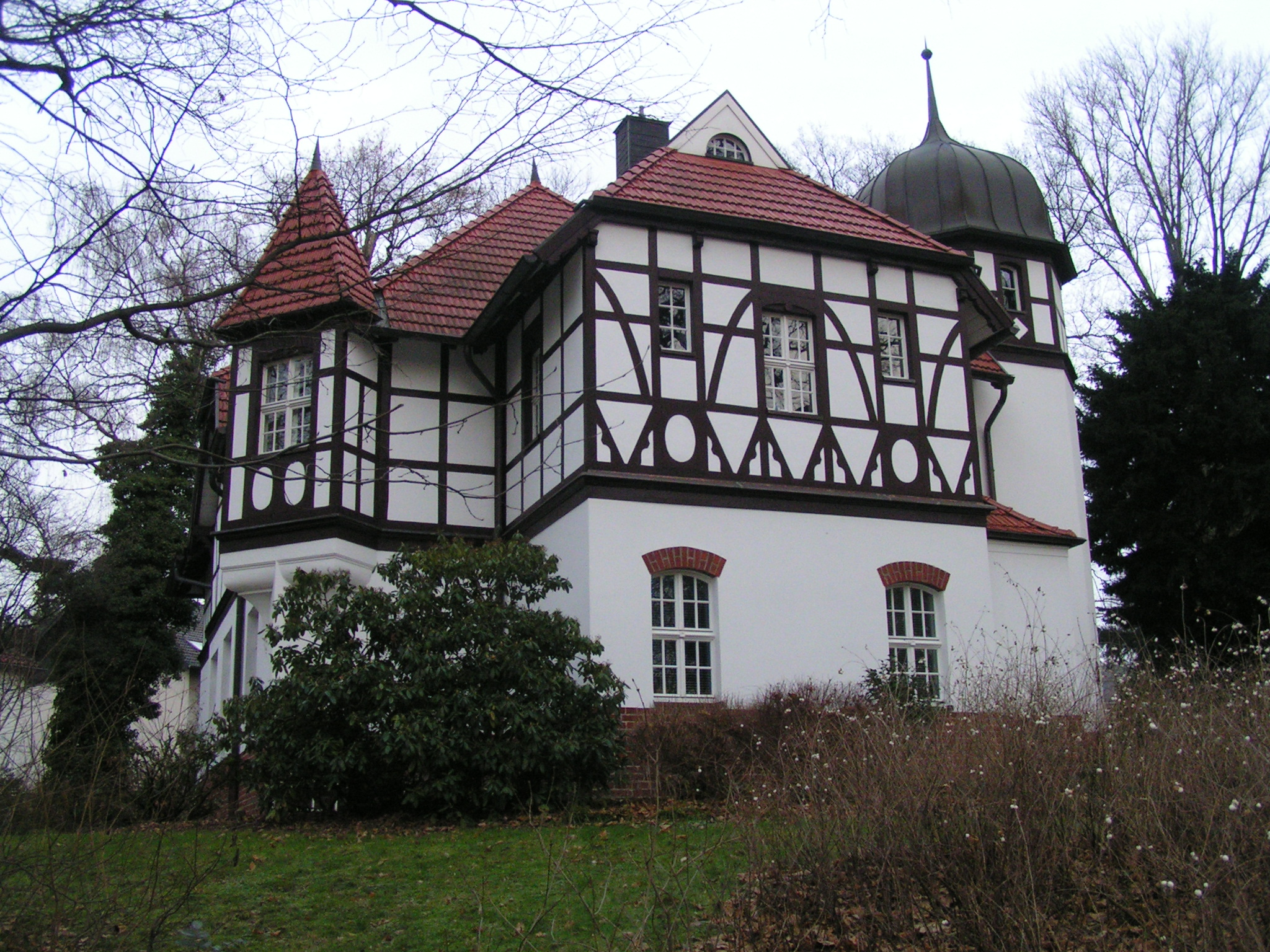
Kutscherhaus

1980 verhinderte der Landeskonservator den Abbruch des Kutscherhauses, das instand gesetzt und an Private verkauft wurde. Die Villa Römer wurde 1985/86 totalrenoviert.
Im Jahre 1986 gab es Verhandlungen zwischen Oberstadtdirektor Krupp und dem Vorstand der Stadtgeschichtlichen Vereinigung Leverkusen e. V., und das Stadtarchiv bekam das Erdgeschoss und Souterrain des Hauses zugewiesen. Dies erfolgte unter der Maßgabe, dort ein stadtgeschichtliches Dokumentationszentrum einzurichten. Dieses wurde am 23. Juli 1986 durch Oberbürgermeister Horst Henning eröffnet. Seitdem ist die Villa Römer auch als „Haus der Stadtgeschichte“ bekannt und ist Schauplatz von Ausstellungen, die sich mit der Leverkusener Stadtgeschichte befassen. Auch das Grünflächenamt der Stadt befand sich seit Mitte der 1980er Jahre bis 2004 in den Obergeschossen, um dann in die Gebäude an dem Landesgartenschaugelände in Wiesdorf umzuziehen.
Das Haushaltssicherungskonzept der Stadtverwaltung Leverkusen sah 1994 vor, die Villa Römer zu schließen. Die drei Leverkusener Geschichtsvereine gründeten den Arbeitskreis Villa Römer und erklärten sich bereit, das Dokumentationszentrum in eigener Verantwortung weiterzuführen. Ein entsprechender Vertrag mit der Stadt Leverkusen wurde 1996 geschlossen.

### Name
Der Architekt Paul Linder gab dem Bauwerk den Namen „Haus Frankenberg“, den er nach einer alten Haus- und Flurbezeichnung auswählte. Die Opladener Bürger hingegen nannten das Gebäude nach seinem ersten Besitzer „Villa Römer“; diese Bezeichnung hat sich bis heute durchgesetzt.

## Vorgeschichte des Grundstücks
Das Grundstück am Steilufer der Wupper, auf dem die Villa und der Park angelegt sind, wurde bereits vorher genutzt. Schon 1816 errichtete Georg Freiherr von Hauer, erster Landrat des Landkreises Opladen, dort seinen Wohn- und Amtssitz. Er behielt diesen Wohnsitz auch nach der Vereinigung mit dem Kreis Solingen und dem Umzug der Verwaltung dorthin im Jahre 1819 bei. Das Grundstück hieß danach im Volksmund von Hauers Berg oder Landratsberg. Das Anwesen wurde später an die Unternehmerfamilie Ulenberg verkauft, von der es um den Beginn des 20. Jahrhunderts an Max Römer überging. Dieser ließ die alten baufälligen Gebäude später einreißen.

## Dauerausstellung
Die Leverkusener Geschichtsvereine haben gemeinsam mit dem Stadtarchiv Leverkusen ein Konzept für eine stadtgeschichtliche Dauerausstellung erarbeitet, die 2011 eröffnet wurde. Für die Einrichtung und den Betrieb der Ausstellung sind Spenden erforderlich, da hierfür keine städtischen Gelder zur Verfügung gestellt werden können.

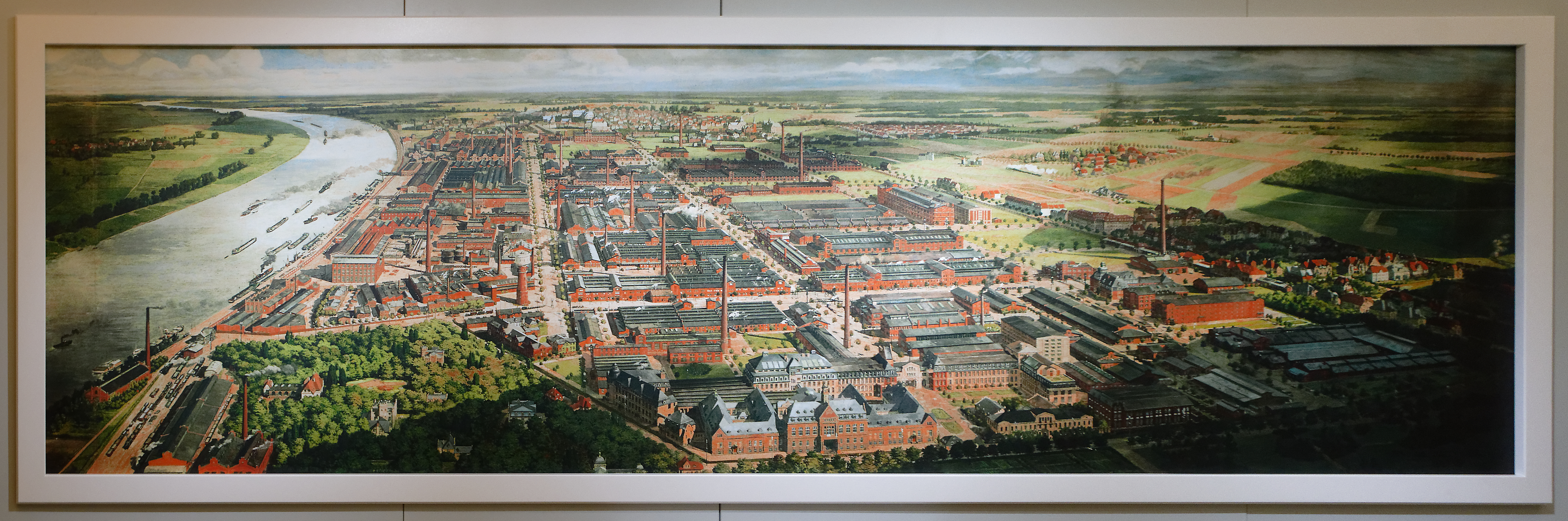
Bayer-Werk gemalt von Otto Bollhagen
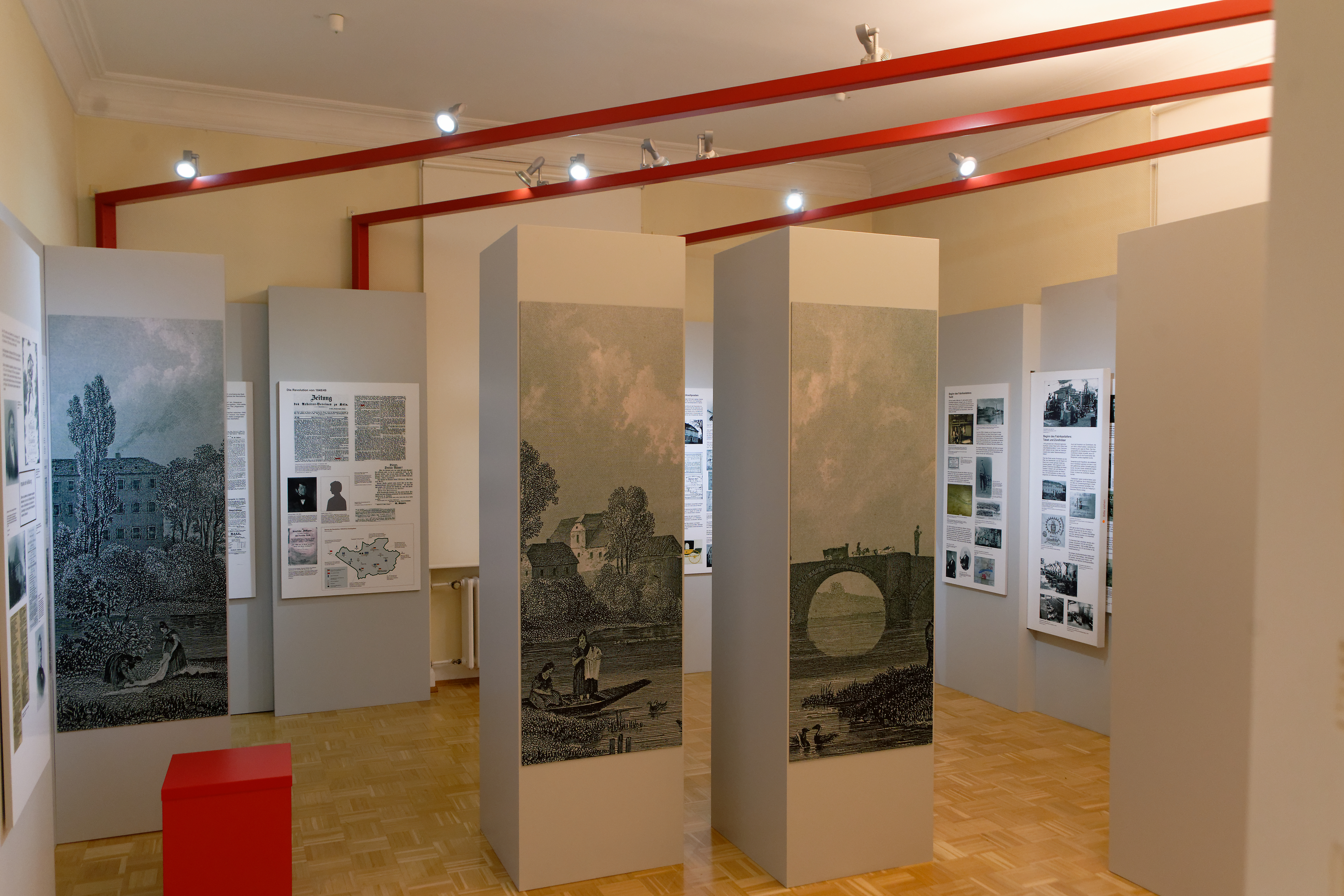
Ausstellung
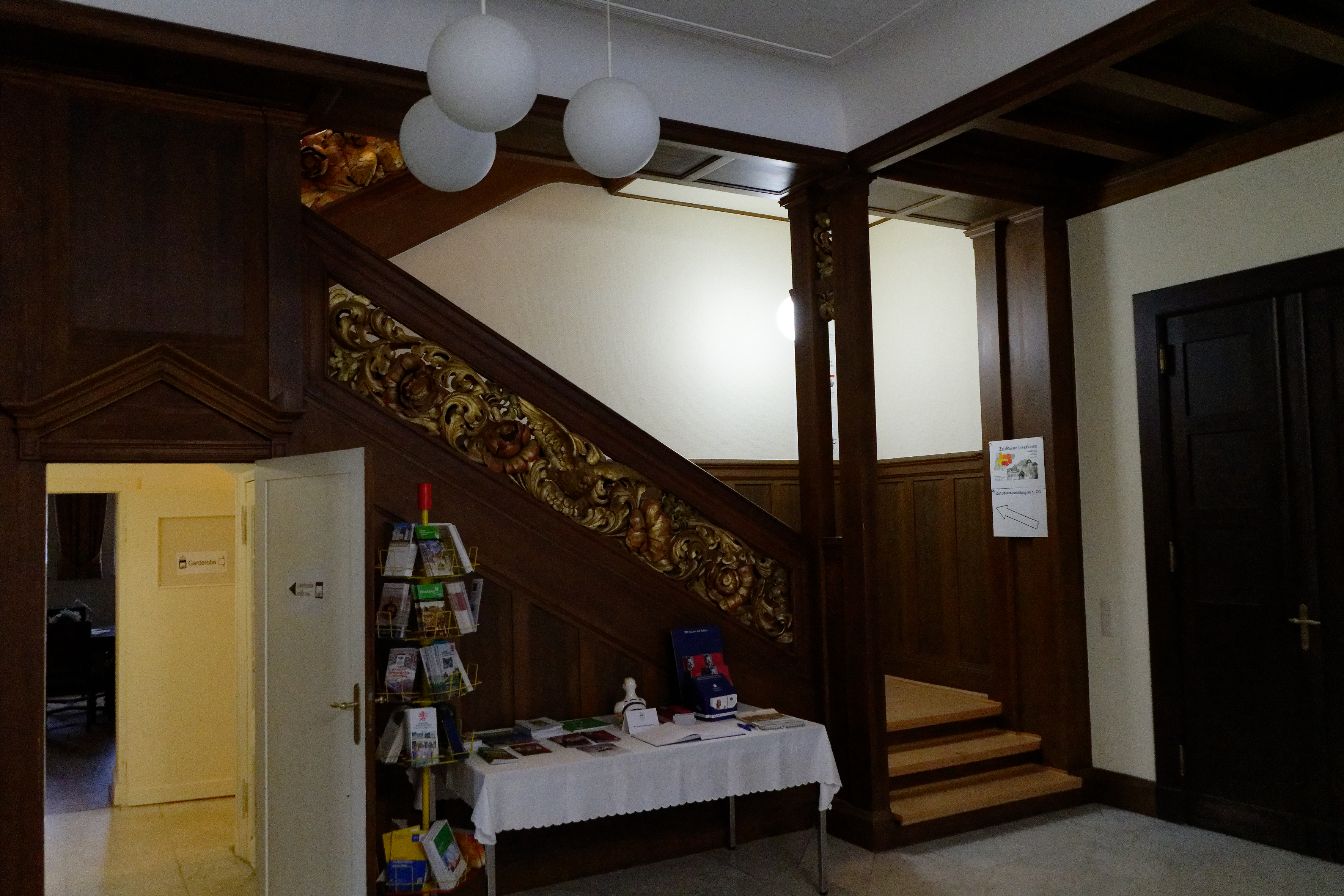
Treppenhaus der Villa Römer

## Ansässige Geschichtsvereine
In der Villa Römer haben seit 1986 drei Geschichtsvereine ihre Geschäftsstellen: Bergischer Geschichtsverein, Abteilung Leverkusen-Niederwupper, e.V., Opladener Geschichtsverein von 1979 e.V., Leverkusen, Stadtgeschichtliche Vereinigung e.V., Leverkusen. Die drei Vereine haben zusammen mit der Stadt Leverkusen den Verein „Haus der Stadtgeschichte, Leverkusen – Trägerverein Villa Römer“ gegründet mit dem Zweck, den Betrieb des Hauses als stadtgeschichtliches Dokumentationszentrums zu sichern und die stadtgeschichtliche Dauerausstellung „Zeiträume Leverkusen“ im ersten Obergeschoss des Hauses einzurichten. Die Geschichtsvereine präsentieren außerdem in den Räumen der Villa regelmäßig Wechselausstellungen zu stadtgeschichtlichen Themen und führen Veranstaltungen durch.